# Linyphia phaeochorda
Linyphia phaeochorda är en spindelart som beskrevs av William Joseph Rainbow 1920. Linyphia phaeochorda ingår i släktet Linyphia och familjen täckvävarspindlar. Inga underarter finns listade i Catalogue of Life.